# Morti il 9 marzo
| Questa pagina contiene informazioni ricavate automaticamente dalle voci biografiche con l'ausilio del template Bio e di un bot. L'aggiornamento è periodico e automatico e ricostruisce completamente la pagina. Se manca una persona in questa lista, sei pregato di non aggiungerla, ma accertati piuttosto che la sua voce biografica contenga il template Bio e che i dati anagrafici siano correttamente compilati. Se il template Bio manca, inseriscilo tu stesso o, in alternativa, metti l'avviso {{tmp\|Bio}} che ne segnala la mancanza. Se i dati riportati sono sbagliati, correggi direttamente la voce biografica; le modifiche saranno visibili in questa lista entro pochi giorni. Per chiarimenti vedi il progetto biografie. La lista contiene solo le 538 persone che sono citate nell'enciclopedia e per le quali è stato implementato correttamente il template Bio. Pagina aggiornata al 17 ago 2025. |

## VII secolo(1)
- 612 - Pacal I, sovrano maya

## IX secolo(1)
- 886 - Abu Ma'shar al-Balkhi, matematico, astronomo e astrologo persiano (n. 787)

## X secolo(1)
- 994 - Vitale di Castronovo, santo italiano

## XI secolo(3)
- 1030 - Ogiva di Lussemburgo, contessa fiamminga
- 1062 - Eriberto II del Maine, conte
- 1098 - Thoros di Edessa, armeno

## XII secolo(1)
- 1113 - Sigfrido I di Weimar-Orlamünde, nobile tedesco

## XIII secolo(2)
- 1202 - Sverre I di Norvegia, sovrano norvegese (n. 1145)
- 1249 - Sigfrido III di Eppstein, arcivescovo cattolico tedesco

## XIV secolo(3)
- 1301 - Richard FitzAlan, VIII conte di Arundel, nobile inglese (n. 1266)
- 1325 - Bannino da Polenta, nobile italiano
- 1361 - Ernesto I di Brunswick-Grubenhagen, nobile tedesco

## XV secolo(9)
- 1422 - Jan Želivský, presbitero ceco (n. 1380)
- 1440 - Francesca Romana, religiosa e mistica italiana (n. 1384)
- 1444 - Leonardo Bruni, politico, scrittore e umanista italiano (n. 1370)
- 1449 - Guglielmo di Flavy, condottiero francese (n. 1398)
- 1452 - Magnus Tavast, arcivescovo cattolico finlandese
- 1453 - Giovanni III Visconti, arcivescovo cattolico italiano
- 1463 - Caterina da Bologna, religiosa italiana (n. 1413)
- 1477 - Enrico IV di Meclemburgo-Schwerin, duca tedesco (n. 1417)
- 1483 - Margherita di Savoia, nobile (n. 1439)

## XVI secolo(8)
- 1523 - Semiramide d'Appiano d'Aragona, nobildonna italiana (n. 1464)
- 1563 - Ippolita Gonzaga, nobildonna italiana (n. 1535)
- 1563 - Maria de Cardona, nobile italiana (n. 1509)
- 1566 - Davide Rizzio, politico, compositore e liutista italiano
- 1574 - Giovanni Maria Barbieri, filologo italiano (n. 1519)
- 1578 - Margaret Douglas, nobildonna scozzese (n. 1515)
- 1588 - Pomponio Amalteo, pittore italiano (n. 1505)
- 1589 - Frances Sidney, nobildonna inglese (n. 1531)

## XVII secolo(24)
- 1613 - Giovanni Battista Bassano, pittore italiano (n. 1553)
- 1617 - Alonso de Ribera, militare spagnolo (n. 1560)
- 1621 - Güzelce Ali Pascià, politico e militare ottomano
- 1624 - Orazio Navazzotti, letterato italiano
- 1625 - Dorotea Sibilla di Brandeburgo, nobildonna tedesca (n. 1590)
- 1625 - Michelangelo Seghizzi, vescovo cattolico italiano (n. 1565)
- 1629 - Girolamo Aleandro, letterato italiano (n. 1574)
- 1633 - Domenico Marin, teologo italiano
- 1649 - James Hamilton, I duca di Hamilton, nobile e generale scozzese (n. 1606)
- 1649 - Henry Rich, I conte di Holland, nobile, militare e politico inglese (n. 1590)
- 1649 - Nicolas Vauquelin Des Yveteaux, poeta francese (n. 1567)
- 1654 - Pedro Álvarez de Toledo y Leiva, generale e diplomatico spagnolo
- 1655 - Paolo Dal Pozzo, pittore italiano (n. 1573)
- 1656 - Giovanni Francesco Serra, II marchese di Strevi, nobile e militare italiano (n. 1609)
- 1659 - Prospero Bonarelli della Rovere, drammaturgo e diplomatico italiano (n. 1582)
- 1659 - Deodato Scaglia, vescovo cattolico italiano (n. 1592)
- 1661 - Giulio Mazzarino, cardinale, politico e diplomatico italiano (n. 1602)
- 1683 - Michael Ettmüller, medico tedesco (n. 1644)
- 1685 - Carpoforo Tencalla, pittore svizzero (n. 1623)
- 1688 - Claude Mellan, incisore e pittore francese (n. 1598)
- 1692 - Willem de Heusch, pittore e incisore olandese
- 1693 - Carlo Cesare Malvasia, storico dell'arte italiano (n. 1616)
- 1694 - Aleksej Andreevič Golicyn, nobile russo (n. 1632)
- 1695 - Everhard Jabach, banchiere, collezionista d'arte e mecenate olandese (n. 1618)

## XVIII secolo(21)
- 1709 - Ralph Montagu, I duca di Montagu, nobile e diplomatico britannico (n. 1638)
- 1716 - Cesare Antonio Vergara, numismatico italiano (n. 1669)
- 1718 - Marko Gerbec, medico e scienziato sloveno (n. 1658)
- 1719 - Pieter Van Bredael, pittore fiammingo (n. 1629)
- 1724 - Ernesto Federico I di Sassonia-Hildburghausen, duca (n. 1681)
- 1731 - Frances Jennings, nobildonna inglese (n. 1649)
- 1732 - Giuseppe Antonio Bernabei, compositore italiano (n. 1649)
- 1734 - José de Azlor y Virto de Vera, militare e politico spagnolo
- 1738 - Lorenzo Maria Mariani, religioso, antiquario e genealogista italiano (n. 1664)
- 1743 - Gabriele Gualdo, teologo italiano (n. 1659)
- 1743 - Jean-Baptiste Lully il Giovane, compositore francese (n. 1665)
- 1747 - Jacob Campo Weyerman, pittore e scrittore olandese (n. 1677)
- 1755 - Felice Solazzo Castriotta, arcivescovo cattolico italiano (n. 1680)
- 1782 - Sava II Petrović-Njegoš, vescovo ortodosso serbo (n. 1702)
- 1791 - Jean-André Venel, medico svizzero (n. 1740)
- 1793 - Giacomo Guerrini, pittore italiano (n. 1721)
- 1795 - John Armstrong Senior, politico e generale statunitense (n. 1717)
- 1796 - Giuseppe Angelo Maria Carron di San Tommaso, militare e politico italiano (n. 1718)
- 1798 - Federica Dorotea di Brandeburgo-Schwedt, nobile tedesca (n. 1736)
- 1800 - Domenico Della Maria, musicista e compositore francese (n. 1769)
- 1800 - Agostino Penna, scultore italiano (n. 1728)

## XIX secolo(70)
- 1801 - Carlo Felice Gambino, giurista, poeta e letterato italiano (n. 1724)
- 1801 - Johann Christian Gottlieb Ackermann, educatore, chimico e medico tedesco (n. 1756)
- 1808 - Joseph Bonomi il Vecchio, architetto italiano (n. 1739)
- 1810 - Ozias Humphry, pittore e miniaturista britannico (n. 1742)
- 1812 - Andrew Burnaby, viaggiatore e presbitero britannico (n. 1732)
- 1813 - Louise Contat, attrice teatrale francese (n. 1760)
- 1816 - Clément Gosselin, militare francese (n. 1747)
- 1821 - Nicholas Pocock, pittore inglese (n. 1740)
- 1822 - Edward Daniel Clarke, mineralogista e naturalista inglese (n. 1769)
- 1822 - Caleb Hillier Parry, medico inglese (n. 1755)
- 1824 - Jean-Charles de Coucy, arcivescovo cattolico francese (n. 1746)
- 1825 - Anna Laetitia Barbauld, scrittrice britannica (n. 1743)
- 1827 - Franz Xaver Gerl, compositore e basso austriaco (n. 1764)
- 1836 - Antoine-Louis-Claude Destutt de Tracy, nobile e filosofo francese (n. 1754)
- 1838 - Josafat Bulhak, arcivescovo cattolico lituano (n. 1758)
- 1839 - François Antoine Lallemand, generale francese (n. 1774)
- 1840 - Pierre Dupont de l'Étang, generale e politico francese (n. 1765)
- 1840 - Pavel Ivanovič Kutajsov, nobile e politico russo (n. 1780)
- 1842 - Grace Douglass, attivista statunitense
- 1846 - Anna di Ungern-Sternberg, nobildonna russa (n. 1769)
- 1847 - Mary Anning, paleontologa britannica (n. 1799)
- 1847 - Étienne Jourdan, drammaturgo e incisore francese (n. 1781)
- 1850 - Francesco Maria Avellino, archeologo, linguista e numismatico italiano (n. 1788)
- 1851 - Hans Christian Ørsted, fisico e chimico danese (n. 1777)
- 1852 - Bernardino Drovetti, collezionista d'arte, esploratore e diplomatico italiano (n. 1776)
- 1857 - James Duff, IV conte di Fife, nobile e ufficiale scozzese (n. 1776)
- 1857 - Domenico Savio, santo italiano (n. 1842)
- 1858 - James Nelson Barker, drammaturgo, saggista e poeta statunitense (n. 1784)
- 1860 - Michele De Martino, mercante italiano (n. 1788)
- 1860 - Pierre-Joseph Mongellaz, politico francese (n. 1795)
- 1863 - John Gully, pugile e politico inglese (n. 1783)
- 1867 - Sofia di Sassonia, principessa tedesca (n. 1845)
- 1870 - Maria Ann Smith, agricoltrice australiana (n. 1799)
- 1871 - Antonín Novotný, compositore di scacchi boemo (n. 1827)
- 1871 - Fëdor Michajlovič Rešetnikov, scrittore russo (n. 1841)
- 1872 - Antonio Salomone, arcivescovo cattolico italiano (n. 1803)
- 1873 - Charles Knight, editore e scrittore britannico (n. 1791)
- 1873 - Domenico Tarsitani, medico italiano (n. 1817)
- 1873 - Johannes von Nepomuk Franz Xaver Gistel, naturalista e entomologo tedesco (n. 1809)
- 1878 - Mirzə Fətəli Axundov, scrittore azero (n. 1812)
- 1879 - Giovanni Andrea D'Andrea, giurista italiano (n. 1804)
- 1880 - Giovanni Battista Lombardi, scultore italiano (n. 1822)
- 1880 - Diego Pignatelli, nobile e politico italiano (n. 1823)
- 1880 - Rudolph Scheffer, botanico olandese (n. 1844)
- 1881 - Carolina Amalia di Schleswig-Holstein-Sonderburg-Augustenburg, sovrana danese (n. 1796)
- 1882 - Giovanni Lanza, politico e militare italiano (n. 1810)
- 1882 - Giacomo Medici, generale e politico italiano (n. 1817)
- 1882 - Giuseppe Tigri, abate e scrittore italiano (n. 1806)
- 1883 - Arnold Toynbee, filosofo, storico e economista inglese (n. 1852)
- 1884 - Casimiro Barello, italiano (n. 1857)
- 1887 - Carolyne zu Sayn-Wittgenstein, nobildonna polacca (n. 1819)
- 1888 - Guglielmo I di Germania, sovrano tedesco (n. 1797)
- 1889 - Paolo Ferrari, commediografo italiano (n. 1822)
- 1891 - Amalie Dietrich, botanica, zoologa e esploratrice tedesca (n. 1821)
- 1891 - August Horislav Krčméry, compositore, pubblicista e pastore protestante slovacco (n. 1822)
- 1891 - Giuseppe Rosi, poeta e patriota italiano (n. 1798)
- 1892 - Benno Adam, pittore tedesco (n. 1812)
- 1892 - Sereno Watson, botanico statunitense (n. 1826)
- 1893 - Disma Fumagalli, compositore e musicista italiano (n. 1826)
- 1894 - Tomaso Luciani, patriota italiano (n. 1818)
- 1894 - Francesco Ricci Paracciani, cardinale italiano (n. 1830)
- 1894 - Léon-Benoit-Charles Thomas, cardinale e arcivescovo cattolico francese (n. 1826)
- 1895 - Filippo Berardi, politico italiano (n. 1830)
- 1895 - Antonio Brancuti, patriota italiano (n. 1825)
- 1895 - Enea Grazioso Lanfranconi, ingegnere e inventore italiano (n. 1850)
- 1895 - Leopold von Sacher-Masoch, scrittore e giornalista austriaco (n. 1836)
- 1896 - Ernesto Padova, matematico e fisico italiano (n. 1845)
- 1897 - Sondre Norheim, sciatore alpino norvegese (n. 1825)
- 1897 - Jamal al-Din al-Afghani, teologo iraniano
- 1900 - Francesco Saverio Melissari, politico e imprenditore italiano (n. 1832)

## XX secolo(254)
- 1902 - Hermann Allmers, scrittore tedesco (n. 1821)
- 1904 - Erastus Dow Palmer, scultore statunitense (n. 1817)
- 1904 - Emerentiana Hausbacher, austriaca (n. 1817)
- 1905 - Nikolai Anderson, linguista e filologo tedesco (n. 1845)
- 1907 - Thomas Hanbury, filantropo britannico (n. 1832)
- 1907 - Frederic George Stephens, critico d'arte britannico (n. 1828)
- 1909 - Domizio Panini, ingegnere italiano (n. 1844)
- 1909 - Francesco Piccioli, ingegnere italiano (n. 1841)
- 1911 - Lucinda Banister Chandler, scrittrice statunitense (n. 1828)
- 1912 - Antonio Maffi, politico italiano (n. 1850)
- 1912 - Giacinta Martini Marescotti, giornalista italiana (n. 1844)
- 1913 - Ermanno di Hohenlohe-Langenburg, principe tedesco (n. 1832)
- 1913 - Eberhard Nestle, biblista e orientalista tedesco (n. 1851)
- 1914 - Edward Hubert Butler Sr., giornalista statunitense (n. 1850)
- 1914 - Nicola Vischi, avvocato e politico italiano (n. 1849)
- 1915 - Ludwig Keller, archivista e storico tedesco (n. 1849)
- 1916 - Ronald Gower, scultore, scrittore e politico britannico (n. 1845)
- 1916 - Arnold Spencer-Smith, presbitero, esploratore e fotografo britannico (n. 1883)
- 1916 - Anton Egorovič Zal'ca, generale e nobile russo (n. 1843)
- 1917 - Wilhelm Meyer, filologo classico e latinista tedesco (n. 1845)
- 1917 - Octavius Pickard-Cambridge, aracnologo, entomologo e zoologo inglese (n. 1828)
- 1918 - George von Lengerke Meyer, politico statunitense (n. 1858)
- 1918 - Frank Wedekind, drammaturgo, attore teatrale e poeta tedesco (n. 1864)
- 1920 - Lidija Nikolaevna Figner, rivoluzionaria russa (n. 1853)
- 1923 - Pietro D'Ayala Valva, nobile e politico italiano (n. 1848)
- 1923 - Gaetano Semeraro, giurista italiano (n. 1848)
- 1924 - Friedrich Bechtel, linguista e filologo tedesco (n. 1855)
- 1924 - Panagiōtīs Dagklīs, generale e politico greco (n. 1853)
- 1924 - Daniel Ridgway Knight, pittore statunitense (n. 1839)
- 1925 - Federico Guglielmo di Prussia, nobile prussiano (n. 1880)
- 1925 - George Field, attore statunitense (n. 1877)
- 1925 - Eugen Geinitz, geologo e mineralogista tedesco (n. 1854)
- 1925 - Willard Metcalf, pittore statunitense (n. 1858)
- 1926 - Mathias Hynes, tiratore di fune britannico (n. 1883)
- 1926 - Mikao Usui, giapponese (n. 1865)
- 1927 - Eugène De Fernex, allenatore di calcio e calciatore italiano (n. 1883)
- 1927 - Edward Henry Potthast, pittore statunitense (n. 1857)
- 1928 - Alfredo Gargiullo, velocista italiano (n. 1906)
- 1928 - Kid Lavigne, pugile statunitense (n. 1869)
- 1929 - Nazperver Kadın, ottomana (n. 1870)
- 1930 - Henry Chapman Mercer, archeologo e collezionista d'arte statunitense (n. 1856)
- 1931 - Raffaele Grani, tenore italiano (n. 1857)
- 1932 - Thomas Joseph Shahan, vescovo cattolico statunitense (n. 1857)
- 1933 - Arnaldo Angelucci, oculista italiano (n. 1854)
- 1934 - Corrado Luigi Guzzanti, sismologo italiano (n. 1852)
- 1936 - Sidney Johnston Catts, politico statunitense (n. 1863)
- 1936 - Leonie Taylor, arciera statunitense (n. 1870)
- 1936 - Alexander Watson Hutton, dirigente sportivo e insegnante scozzese (n. 1853)
- 1936 - Sri Yukteswar, astrologo e mistico indiano (n. 1855)
- 1937 - Paul Elmer More, critico letterario, filosofo e giornalista statunitense (n. 1864)
- 1940 - Martti Uosikkinen, ginnasta finlandese (n. 1909)
- 1941 - Andrea Capozzi, militare italiano (n. 1898)
- 1941 - Vittorino Zanibon, militare italiano (n. 1915)
- 1943 - Emanuele Brenna, marinaio italiano (n. 1918)
- 1943 - Otto Freundlich, pittore e scultore tedesco (n. 1878)
- 1943 - Franz Krumm, calciatore tedesco (n. 1909)
- 1943 - Nis Petersen, scrittore danese (n. 1897)
- 1943 - Oswald Wirth, esoterista, astrologo e scrittore svizzero (n. 1860)
- 1944 - Virginio Bonati, calciatore italiano (n. 1914)
- 1944 - Roy Brown, aviatore canadese (n. 1893)
- 1944 - Jaan Kikkas, sollevatore estone (n. 1892)
- 1944 - Bhagvat Singh, principe e medico indiano (n. 1865)
- 1944 - Casper ten Boom, orologiaio olandese (n. 1859)
- 1944 - Karel Škorpil, archeologo ceco (n. 1859)
- 1946 - Karl Brandi, storico tedesco (n. 1868)
- 1946 - Giulio Buonamici, etruscologo e filologo italiano (n. 1873)
- 1946 - John Joseph Glennon, cardinale e arcivescovo cattolico irlandese (n. 1862)
- 1946 - William Wain Prior, generale danese (n. 1876)
- 1947 - Gerhard Bast, avvocato austriaco (n. 1911)
- 1947 - Carrie Chapman Catt, attivista statunitense (n. 1859)
- 1947 - Marcantonio VII Colonna, principe italiano (n. 1881)
- 1947 - Assunta Viscardi, religiosa, insegnante e scrittrice italiana (n. 1890)
- 1948 - Olindo Vernocchi, politico, giornalista e antifascista italiano (n. 1888)
- 1948 - Edgar de Wahl, linguista estone (n. 1867)
- 1949 - Silvio Benco, scrittore, giornalista e critico letterario italiano (n. 1874)
- 1949 - Filippo di Borbone-Due Sicilie, principe (n. 1885)
- 1949 - Claes Johanson, lottatore svedese (n. 1884)
- 1949 - Walter Short, generale statunitense (n. 1880)
- 1951 - Gonzalo Queipo de Llano, generale spagnolo (n. 1875)
- 1952 - Charles Dudley, attore e truccatore statunitense (n. 1883)
- 1952 - Aleksandra Michajlovna Kollontaj, rivoluzionaria russa (n. 1872)
- 1953 - Ole Iversen, ginnasta norvegese (n. 1884)
- 1953 - Luigi Sorrento, filologo, linguista e critico letterario italiano (n. 1884)
- 1954 - Eva Ahnert-Rohlfs, astronoma tedesca (n. 1912)
- 1954 - Vagn Walfrid Ekman, fisico svedese (n. 1874)
- 1954 - Clara Westhoff, scultrice tedesca (n. 1878)
- 1955 - Matthew Henson, esploratore statunitense (n. 1866)
- 1955 - Manuel Majo, pallanuotista spagnolo (n. 1909)
- 1955 - Miroslava, attrice cecoslovacca (n. 1926)
- 1955 - Domenico Rossi, pittore italiano (n. 1911)
- 1956 - Mario Casella, filologo italiano (n. 1886)
- 1956 - Paul Kretschmer, linguista e filologo tedesco (n. 1866)
- 1956 - Giuseppe Santelli, pittore italiano (n. 1880)
- 1957 - Angelo Belloni, militare italiano (n. 1882)
- 1957 - Filippo Sibirani, matematico italiano (n. 1880)
- 1957 - Luigi Suali, indologo, filologo e glottologo italiano (n. 1881)
- 1958 - Gaetano di Borbone-Parma, nobile italiano (n. 1905)
- 1958 - Inocencio López Santamaría, missionario e vescovo cattolico spagnolo (n. 1874)
- 1958 - Gorō Yamada, allenatore di calcio e calciatore giapponese (n. 1894)
- 1959 - Brigitte Herbst, tedesca (n. 1895)
- 1960 - Otto Ackermann, direttore d'orchestra rumeno (n. 1909)
- 1960 - Bernhard Aschner, medico austriaco (n. 1883)
- 1960 - Crivel, cantante italiano (n. 1889)
- 1961 - Luigi Baldi, calciatore italiano (n. 1894)
- 1961 - Cezar Petrescu, scrittore, giornalista e traduttore rumeno (n. 1892)
- 1961 - Wilbur Sweatman, clarinettista, direttore d'orchestra e compositore statunitense (n. 1882)
- 1962 - Mario Balleri, canottiere italiano (n. 1902)
- 1962 - Charles "Bud" Taylor, pugile statunitense (n. 1903)
- 1962 - Pietro Toesca, storico dell'arte italiano (n. 1877)
- 1963 - Paolo Paschetto, pittore, decoratore e incisore italiano (n. 1885)
- 1964 - Alessio De Paolis, tenore italiano (n. 1893)
- 1964 - Alfred Knox, militare e politico inglese (n. 1870)
- 1964 - Paul Emil von Lettow-Vorbeck, generale tedesco (n. 1870)
- 1964 - Alexander Petrunkevitch, aracnologo e entomologo russo (n. 1875)
- 1964 - Paul Remlinger, medico, batteriologo e virologo francese (n. 1871)
- 1964 - José Soler Casabón, compositore spagnolo (n. 1884)
- 1964 - Giovanni Voltini, pittore e scenografo italiano (n. 1875)
- 1966 - René Barbier, schermidore francese (n. 1891)
- 1966 - Pablo Birger, pilota automobilistico argentino (n. 1924)
- 1966 - Muchametša Abrachmanovič Burangulov, poeta e drammaturgo sovietico (n. 1888)
- 1966 - Fidelio Finzi, direttore di coro e compositore italiano (n. 1889)
- 1967 - Guido Cominotto, mezzofondista e velocista italiano (n. 1901)
- 1967 - Bill Hapac, cestista e allenatore di pallacanestro statunitense (n. 1918)
- 1967 - Evgenij Kacura, sollevatore sovietico (n. 1937)
- 1967 - Luigi Roccati, pittore italiano (n. 1906)
- 1968 - Åke Häger, ginnasta svedese (n. 1897)
- 1968 - René Leduc, ingegnere aeronautico francese (n. 1898)
- 1968 - Hans-Jürgen Stumpff, generale tedesco (n. 1889)
- 1969 - Charles Brackett, sceneggiatore e produttore cinematografico statunitense (n. 1892)
- 1969 - Walter Christaller, geografo e economista tedesco (n. 1893)
- 1969 - Richard Crane, attore statunitense (n. 1918)
- 1969 - Alberto Ferrero, generale italiano (n. 1885)
- 1969 - Domenico Macaggi, medico, politico e criminologo italiano (n. 1891)
- 1970 - Salvatore De Muto, attore teatrale italiano (n. 1876)
- 1970 - Evgenij Konstantinovič Nemčenko, attore e regista sovietico (n. 1906)
- 1970 - Anja Taranda, modella, showgirl e attrice statunitense (n. 1915)
- 1971 - Anthony Berkeley Cox, scrittore britannico (n. 1893)
- 1971 - Cirillo VI di Alessandria, vescovo cristiano orientale egiziano (n. 1902)
- 1971 - Juan Guedes, calciatore spagnolo (n. 1942)
- 1971 - K. Asif, regista, sceneggiatore e produttore cinematografico indiano (n. 1922)
- 1971 - Karl Schulz, calciatore tedesco (n. 1901)
- 1971 - Karl Schulz, calciatore tedesco (n. 1905)
- 1972 - Manrico Berti, calciatore italiano (n. 1901)
- 1972 - Victor Denis, calciatore francese (n. 1889)
- 1972 - Arsen Mek'ok'ishvili, lottatore sovietico (n. 1912)
- 1973 - Henri Isemborghs, calciatore belga (n. 1914)
- 1973 - Frank Nelson, hockeista su ghiaccio statunitense (n. 1910)
- 1974 - Giuseppe Olivotti, vescovo cattolico italiano (n. 1905)
- 1974 - Felix Schlag, medaglista statunitense (n. 1891)
- 1974 - Earl Wilbur Sutherland, fisiologo statunitense (n. 1915)
- 1974 - Luigi Zuccheri, pittore e illustratore italiano (n. 1904)
- 1975 - Marie Gevers, scrittrice belga (n. 1883)
- 1975 - Gian Domenico Giagni, poeta, sceneggiatore e regista italiano (n. 1922)
- 1975 - Joseph Guillemot, mezzofondista francese (n. 1899)
- 1975 - Oldřich Kvapil, calciatore cecoslovacco (n. 1911)
- 1975 - Louise Otto, nuotatrice tedesca (n. 1896)
- 1975 - Shirley Ross, attrice e cantante statunitense (n. 1913)
- 1976 - Bojan Danovski, attore e regista bulgaro (n. 1899)
- 1976 - Doris Miles Disney, scrittrice statunitense (n. 1907)
- 1976 - Ruggero Lombardi, politico italiano (n. 1898)
- 1976 - Hans Sutor, calciatore tedesco (n. 1895)
- 1977 - Mario Giacomi, calciatore italiano (n. 1949)
- 1977 - Francesco Loi, ginnasta italiano (n. 1891)
- 1977 - Ulises Poirier, calciatore cileno (n. 1897)
- 1977 - Guglielmina Setti, critica cinematografica italiana (n. 1892)
- 1978 - Ettore Apollonj, bibliotecario italiano (n. 1887)
- 1979 - Augusto Gaetano Avanzini, calciatore italiano (n. 1896)
- 1979 - Dante Conti, operaio e antifascista italiano (n. 1897)
- 1979 - Michele Reina, politico italiano (n. 1930)
- 1979 - Steve Sekely, regista ungherese (n. 1899)
- 1979 - Jean-Marie Villot, cardinale e arcivescovo cattolico francese (n. 1905)
- 1980 - Nikolaj Ivanovič Bogoljubov, attore sovietico (n. 1899)
- 1980 - Ol'ga Čechova, attrice, regista e produttrice cinematografica russo (n. 1897)
- 1980 - Heinz Linge, militare tedesco (n. 1913)
- 1980 - Piero Sanpaolesi, architetto, storico dell'architettura e restauratore italiano (n. 1904)
- 1980 - Enzio Enrique Serafini, calciatore brasiliano (n. 1904)
- 1981 - Max Delbrück, biofisico tedesco (n. 1906)
- 1981 - Chris von Wangenheim, fotografo tedesco (n. 1942)
- 1982 - Zvi Yehuda Kook, rabbino e educatore russo (n. 1891)
- 1982 - Åge Spydevold, calciatore norvegese (n. 1925)
- 1982 - Giorgio Tinazzi, ciclista su strada italiano (n. 1936)
- 1982 - Carmelo Trasselli, storico italiano (n. 1910)
- 1982 - Leonid Osipovič Utësov, cantante, direttore d'orchestra e attore sovietico (n. 1895)
- 1983 - Faye Emerson, attrice statunitense (n. 1917)
- 1983 - Ulf von Euler, medico e farmacologo svedese (n. 1905)
- 1983 - Augustin Guillaume, generale francese (n. 1895)
- 1984 - Imogen Holst, compositrice, arrangiatrice e direttrice di coro britannica (n. 1907)
- 1984 - Kim Il, politico nordcoreano (n. 1910)
- 1984 - Arnold Martignoni, hockeista su ghiaccio svizzero (n. 1901)
- 1984 - Massimo Valentini, giornalista italiano (n. 1929)
- 1984 - Hannah Weinstein, giornalista e produttrice televisiva statunitense (n. 1911)
- 1985 - Harry Catterick, calciatore e allenatore di calcio inglese (n. 1919)
- 1985 - Ferdinando Dal Pont, calciatore e allenatore di calcio italiano (n. 1911)
- 1985 - Roberto Ducci, diplomatico, scrittore e giornalista italiano (n. 1914)
- 1986 - Mario Moglia, pittore svizzero (n. 1915)
- 1986 - Ignác Molnár, allenatore di calcio e calciatore ungherese (n. 1901)
- 1986 - Michael Strunge, poeta danese (n. 1958)
- 1987 - Bobby Locke, golfista sudafricano (n. 1917)
- 1988 - Mickey Fox, attrice statunitense (n. 1915)
- 1988 - Fritz Kaftanski, inventore e imprenditore francese (n. 1899)
- 1988 - Kurt Georg Kiesinger, politico tedesco (n. 1904)
- 1988 - Poondi Kumaraswamy, ingegnere e idrologo indiano (n. 1930)
- 1988 - Leon Nikolaevič Saakov, regista sovietico (n. 1909)
- 1989 - Raymond K. Beahan, militare statunitense (n. 1918)
- 1989 - Robert Mapplethorpe, fotografo statunitense (n. 1946)
- 1989 - Hilda Strike, velocista canadese (n. 1910)
- 1990 - George Costakis, collezionista d'arte greco (n. 1913)
- 1990 - Isao Satō, attore e aviatore giapponese (n. 1949)
- 1991 - Ely do Amparo, calciatore brasiliano (n. 1921)
- 1991 - Tomojirō Ikenouchi, insegnante e compositore giapponese (n. 1906)
- 1992 - Menachem Begin, politico israeliano (n. 1913)
- 1992 - Silviu Bindea, calciatore rumeno (n. 1912)
- 1992 - Monty Budwig, contrabbassista statunitense (n. 1926)
- 1992 - Erminio Criscione, criminale italiano (n. 1955)
- 1992 - Reinhard von Koenig-Fachsenfeld, designer tedesco (n. 1899)
- 1992 - Franco Margola, compositore italiano (n. 1908)
- 1993 - Bob Crosby, cantante e attore statunitense (n. 1913)
- 1993 - Roland Lindberg, calciatore svedese (n. 1910)
- 1993 - Cyril Northcote Parkinson, storico britannico (n. 1909)
- 1993 - Vanja Vojnova, cestista bulgara (n. 1934)
- 1993 - Edwin Vásquez, tiratore a segno peruviano (n. 1922)
- 1993 - Max August Zorn, matematico tedesco (n. 1906)
- 1994 - Zoltán Beke, calciatore rumeno (n. 1911)
- 1994 - Charles Bukowski, poeta e scrittore statunitense (n. 1920)
- 1994 - Luca Di Schiena, giornalista e dirigente d'azienda italiano (n. 1921)
- 1994 - John Roderick Galvin, militare e aviatore statunitense (n. 1920)
- 1994 - Mário Tito, calciatore brasiliano (n. 1940)
- 1994 - Devika Rani, attrice indiana (n. 1908)
- 1994 - Fernando Rey, attore spagnolo (n. 1917)
- 1995 - Edward Bernays, pubblicitario statunitense (n. 1891)
- 1996 - George Burns, comico e attore statunitense (n. 1896)
- 1996 - Merle Curti, storico statunitense (n. 1897)
- 1996 - Elman Ali Ahmed, imprenditore e attivista somalo
- 1996 - Imre Kovács, calciatore e allenatore di calcio ungherese (n. 1921)
- 1996 - Vincenzo Margiotta, calciatore e allenatore di calcio italiano (n. 1917)
- 1996 - Alberto Pellegrino, schermidore e dirigente sportivo italiano (n. 1930)
- 1996 - Colette Rosselli, scrittrice, illustratrice e pittrice italiana (n. 1911)
- 1997 - Jean-Dominique Bauby, giornalista francese (n. 1952)
- 1997 - John Boyd, aviatore statunitense (n. 1927)
- 1997 - Marie van Heel, olandese (n. 1906)
- 1997 - Terry Nation, sceneggiatore gallese (n. 1930)
- 1997 - The Notorious B.I.G., rapper statunitense (n. 1972)
- 1998 - Jacques Abtey, agente segreto francese (n. 1908)
- 1998 - Yolanda Eminescu, avvocata, giornalista e giurista rumena (n. 1921)
- 1998 - Anton Luli, gesuita albanese (n. 1910)
- 1998 - Lisa Morpurgo, scrittrice, astrologa e traduttrice italiana (n. 1923)
- 1998 - Anna Maria Ortese, scrittrice italiana (n. 1914)
- 1998 - Ulrich Schamoni, regista e sceneggiatore tedesco (n. 1939)
- 1999 - Ernst Foreth, calciatore austriaco (n. 1925)
- 1999 - Marcelino Gavilán, cavaliere spagnolo (n. 1909)
- 1999 - Arnold Machin, scultore britannico (n. 1911)
- 1999 - Philip Strax, radiologo statunitense (n. 1909)
- 2000 - Usha Kiran, attrice indiana (n. 1929)
- 2000 - Ivo Robić, cantautore croato (n. 1923)

## XXI secolo(139)
- 2001 - Vincent Alo, mafioso statunitense (n. 1904)
- 2001 - Henry Jonsson, mezzofondista svedese (n. 1912)
- 2001 - Giancarlo Prete, attore, doppiatore e direttore del doppiaggio italiano (n. 1943)
- 2001 - Richard Stone, compositore statunitense (n. 1953)
- 2002 - Mohamed Paziraie, lottatore iraniano (n. 1929)
- 2002 - Elisabeth Siegel, pedagogista tedesca (n. 1901)
- 2002 - Irene Worth, attrice statunitense (n. 1916)
- 2002 - Sverre Zachariassen, calciatore norvegese (n. 1919)
- 2003 - José Manuel Blecua Teijeiro, filologo e critico letterario spagnolo (n. 1913)
- 2003 - Stan Brakhage, regista statunitense (n. 1933)
- 2003 - Dzidra Ritenberga, attrice e regista sovietica (n. 1928)
- 2004 - Angiolo Gracci, partigiano, politico e avvocato italiano (n. 1920)
- 2004 - Albert Mol, attore, ballerino e scrittore olandese (n. 1917)
- 2004 - Don Smith, cestista statunitense (n. 1951)
- 2005 - Glenn Davis, giocatore di football americano statunitense (n. 1924)
- 2005 - Sheila Gish, attrice britannica (n. 1942)
- 2005 - Sam Goodwin, allenatore di calcio e calciatore scozzese (n. 1943)
- 2005 - Martin Hocke, scrittore inglese (n. 1938)
- 2005 - István Nyers, calciatore ungherese (n. 1924)
- 2005 - Giuseppe Šebesta, scrittore, artista e etnografo italiano (n. 1919)
- 2006 - Hanka Bielicka, attrice, cabarettista e cantante polacca (n. 1915)
- 2006 - Erik Elmsäter, siepista svedese (n. 1919)
- 2006 - Geir Ivarsøy, informatico norvegese (n. 1957)
- 2006 - Anna Moffo, soprano e attrice statunitense (n. 1932)
- 2006 - Laura Stoica, cantante, attrice e compositrice rumena (n. 1967)
- 2007 - Mark Binstein, cestista, allenatore di pallacanestro e dirigente sportivo statunitense (n. 1934)
- 2007 - Brad Delp, cantante statunitense (n. 1951)
- 2007 - Thomas Boyd Mason, avvocato e attore statunitense (n. 1919)
- 2007 - Gerardo Mello Mourao, scrittore, politico e giornalista brasiliano (n. 1917)
- 2007 - Ulpio Minucci, compositore e musicista italiano (n. 1917)
- 2007 - Lido Sartini, ciclista su strada italiano (n. 1926)
- 2008 - Samy Elmaghribi, cantante e musicista marocchino (n. 1922)
- 2008 - Raymond Cicurel, musicista e filosofo egiziano (n. 1920)
- 2009 - Clelia Sarnelli Cerqua, arabista e islamista italiana (n. 1924)
- 2009 - Hanne Darboven, artista tedesca (n. 1941)
- 2009 - Eddie Lowe, calciatore e allenatore di calcio inglese (n. 1925)
- 2010 - Gheorghe Constantin, calciatore e allenatore di calcio rumeno (n. 1932)
- 2010 - Lionel Cox, pistard australiano (n. 1930)
- 2010 - Dulmatin, terrorista e guerrigliero indonesiano (n. 1970)
- 2010 - Jean Kerebel, velocista francese (n. 1918)
- 2010 - Henry Wittenberg, lottatore statunitense (n. 1918)
- 2010 - Enzo Zacchiroli, architetto italiano (n. 1919)
- 2011 - Jacques Brichant, tennista belga (n. 1930)
- 2011 - Eiko Matsuda, attrice giapponese (n. 1952)
- 2011 - Rosario Messina, imprenditore italiano (n. 1942)
- 2011 - Inge Sørensen, nuotatrice danese (n. 1924)
- 2012 - Alberto Abate, pittore italiano (n. 1946)
- 2012 - Jean-Pierre Salignon, cestista francese (n. 1928)
- 2012 - José Tomás Sánchez, cardinale e arcivescovo cattolico filippino (n. 1920)
- 2013 - Jānis Grīnbergs, cestista, allenatore di pallacanestro e allenatore di pallamano lettone (n. 1925)
- 2013 - Gervasio Marcosignori, fisarmonicista italiano (n. 1927)
- 2014 - Françoise Adnet, pittrice francese (n. 1924)
- 2014 - Greg Brough, nuotatore australiano (n. 1951)
- 2014 - Mohammed Fahim, militare e politico afghano (n. 1957)
- 2014 - Gerhard Herm, giornalista e scrittore tedesco (n. 1931)
- 2014 - Giuseppe Josca, scrittore e giornalista italiano (n. 1928)
- 2014 - Jusein Mehmedov, lottatore bulgaro (n. 1924)
- 2014 - Mario Palmaro, saggista italiano (n. 1968)
- 2014 - Tonino Ricci, regista italiano (n. 1927)
- 2015 - Rico Alaniz, attore messicano (n. 1919)
- 2015 - Florence Arthaud, velista, navigatore e scrittrice francese (n. 1957)
- 2015 - Gaetano Brundu, pittore italiano (n. 1936)
- 2015 - Peppino Fumagalli, imprenditore italiano (n. 1928)
- 2015 - Jiří Matoušek, matematico ceco (n. 1963)
- 2015 - Windell Middlebrooks, attore statunitense (n. 1979)
- 2015 - Camille Muffat, nuotatrice francese (n. 1989)
- 2015 - Frei Otto, architetto e ingegnere tedesco (n. 1925)
- 2015 - Alexis Vastine, pugile francese (n. 1986)
- 2016 - Sergio Arellano Stark, generale cileno (n. 1921)
- 2016 - Giampiero Dalle Vedove, calciatore italiano (n. 1946)
- 2016 - Jon English, cantautore e attore australiano (n. 1949)
- 2016 - John Gutfreund, banchiere e imprenditore statunitense (n. 1929)
- 2016 - Robert Horton, attore statunitense (n. 1924)
- 2016 - Pietro Iotti, politico, antifascista e scrittore italiano (n. 1926)
- 2016 - Gary Jeter, giocatore di football americano statunitense (n. 1955)
- 2016 - Clyde Lovellette, cestista statunitense (n. 1929)
- 2016 - Bill Wade, giocatore di football americano statunitense (n. 1930)
- 2016 - Naná Vasconcelos, musicista e percussionista brasiliano (n. 1944)
- 2017 - Ann Beach, attrice britannica (n. 1938)
- 2017 - Franco Borgo, politico italiano (n. 1932)
- 2017 - Howard Hodgkin, pittore e incisore britannico (n. 1932)
- 2017 - Marian Jankowski, sollevatore polacco (n. 1931)
- 2018 - Remo Bicchierai, calciatore italiano (n. 1938)
- 2018 - Oskar Gröning, militare tedesco (n. 1921)
- 2018 - Jung Jae-sung, giocatore di badminton sudcoreano (n. 1982)
- 2018 - Zacharia Ofri, cestista israeliano (n. 1932)
- 2018 - Elías Yanes Álvarez, arcivescovo cattolico spagnolo (n. 1928)
- 2019 - Sveinung Aarnseth, calciatore norvegese (n. 1933)
- 2019 - Jed Allan, attore e conduttore televisivo statunitense (n. 1935)
- 2019 - Anna Costanza Baldry, psicologa e criminologa italiana (n. 1970)
- 2019 - Alberto Bucci, allenatore di pallacanestro italiano (n. 1948)
- 2019 - Vladimir Abramovič Ėtuš, attore russo (n. 1922)
- 2019 - Michele Galati, brigatista italiano (n. 1952)
- 2019 - Giancarlo Gallarini, hockeista su pista e allenatore di hockey su pista italiano (n. 1923)
- 2019 - Robert Lemaître, calciatore francese (n. 1929)
- 2019 - Francesca Sundsten, pittrice statunitense (n. 1960)
- 2020 - Anton Coppola, compositore e direttore d'orchestra statunitense (n. 1917)
- 2020 - Italo De Zan, ciclista su strada italiano (n. 1925)
- 2020 - Richard K. Guy, matematico e compositore di scacchi britannico (n. 1916)
- 2020 - José Jiménez Lozano, scrittore e poeta spagnolo (n. 1930)
- 2020 - Keith Olsen, produttore discografico statunitense (n. 1945)
- 2020 - Luigi Stradella, pittore italiano (n. 1929)
- 2021 - Agustín Balbuena, calciatore argentino (n. 1945)
- 2021 - James Levine, direttore d'orchestra statunitense (n. 1943)
- 2021 - Marino Lombardo, calciatore e allenatore di calcio italiano (n. 1950)
- 2021 - John Polkinghorne, filosofo, teologo e fisico britannico (n. 1930)
- 2021 - Josy Stoffel, ginnasta lussemburghese (n. 1928)
- 2021 - Tommy Troelsen, calciatore e conduttore televisivo danese (n. 1940)
- 2022 - Justice Christopher, calciatore nigeriano (n. 1981)
- 2022 - Yves Guérin-Sérac, militare e attivista francese (n. 1926)
- 2022 - John Korty, regista, montatore e sceneggiatore statunitense (n. 1936)
- 2022 - Jimmy Lydon, attore cinematografico e produttore televisivo statunitense (n. 1923)
- 2022 - Burton Mack, biblista e storico delle religioni statunitense (n. 1931)
- 2022 - Emilio Mattioni, architetto italiano (n. 1934)
- 2023 - Robert Blake, attore statunitense (n. 1933)
- 2023 - Shirō Hashizume, nuotatore giapponese (n. 1928)
- 2023 - Satish Kaushik, regista, attore e produttore cinematografico indiano (n. 1956)
- 2023 - Carlo Macchitella, produttore cinematografico, produttore televisivo e saggista italiano (n. 1952)
- 2023 - Raphael Mechoulam, biologo e chimico israeliano (n. 1930)
- 2023 - Fazalur Rehman, hockeista su prato pakistano (n. 1941)
- 2023 - Pearry Teo, regista e sceneggiatore singaporiano (n. 1978)
- 2023 - Chikage Ōgi, politica e attrice giapponese (n. 1933)
- 2024 - Alexander Keewatin Dewdney, matematico, informatico e filosofo canadese (n. 1941)
- 2024 - Gerhard Dietrich, ginnasta tedesco (n. 1942)
- 2024 - Karl Galinsky, latinista e filologo classico francese (n. 1942)
- 2024 - Malcolm Holcombe, cantautore e compositore statunitense (n. 1955)
- 2024 - Severino Morlin, scultore, pittore e ceramista italiano (n. 1934)
- 2024 - Georgi Popov, calciatore bulgaro (n. 1944)
- 2024 - Clem Sacco, cantautore italiano (n. 1933)
- 2024 - Guy Touvron, trombettista francese (n. 1950)
- 2025 - Eileen Bennett, attrice britannica (n. 1919)
- 2025 - Elio Corno, giornalista e opinionista italiano (n. 1946)
- 2025 - Simon Fisher-Becker, attore britannico (n. 1961)
- 2025 - Romolo Forlai, musicista, paroliere e fotografo italiano (n. 1938)
- 2025 - Dick McTaggart, pugile britannico (n. 1935)
- 2025 - Akinori Nakayama, ginnasta giapponese (n. 1943)
- 2025 - Sergio Notarnicola, calciatore italiano (n. 1935)
- 2025 - Nicoletta Ramorino, attrice e doppiatrice italiana (n. 1931)
- 2025 - Yola Ramírez, tennista messicana (n. 1935)

## Senza anno specificato(1)
- Thimo di Wettin, nobile tedesco